# لوئیجی سامله (بازیکن فوتبال)
لوئیجی سامله (انگلیسی: Luigi Samele؛ زادهٔ تاریخ ورودی نامعتبر است) بازیکن فوتبال است.